# 530 (tal)
530 är det naturliga heltal som följer 529 och följs av 531.

## Matematiska egenskaper
- 530 är ett jämnt tal.
- 530 är ett sammansatt tal.
- 530 är ett defekt tal.
- 530 är ett sfeniskt tal.
- 530 är ett palindromtal i det kvarternära talsystemet.
- 530 är ett palindromtal i det hexadecimala talsystemet.

## Inom vetenskapen
- 530 Turandot, en asteroid.